# NGC 5398
NGC 5398 est une galaxie spirale barrée de type magellanique. Elle est située dans la constellation du Centaure. Sa vitesse par rapport au fond diffus cosmologique est de 1 472 ± 18 km/s, ce qui correspond à une distance de Hubble de 21,71 ± 1,54 Mpc (∼70,8 millions d'al). NGC 5398 a été découverte par l'astronome britannique John Herschel en 1836.
À ce jour, une quinzaine de mesures non basées sur le décalage vers le rouge (redshift) donnent une distance de 8,635 ± 3,426 Mpc (∼28,2 millions d'al), ce qui est nettement à l'extérieur des valeurs de la distance de Hubble. Notons que c'est avec la valeur moyenne des mesures indépendantes, lorsqu'elles existent, que la base de données NASA/IPAC calcule le diamètre d'une galaxie. Comme cette galaxie est relativement rapprochée du Groupe local, il est probable que cette valeur soit plus près de sa distance réelle. 

## Caractéristiques
La classe de luminosité de NGC 5398 est IV-V et elle présente une large raie HI.

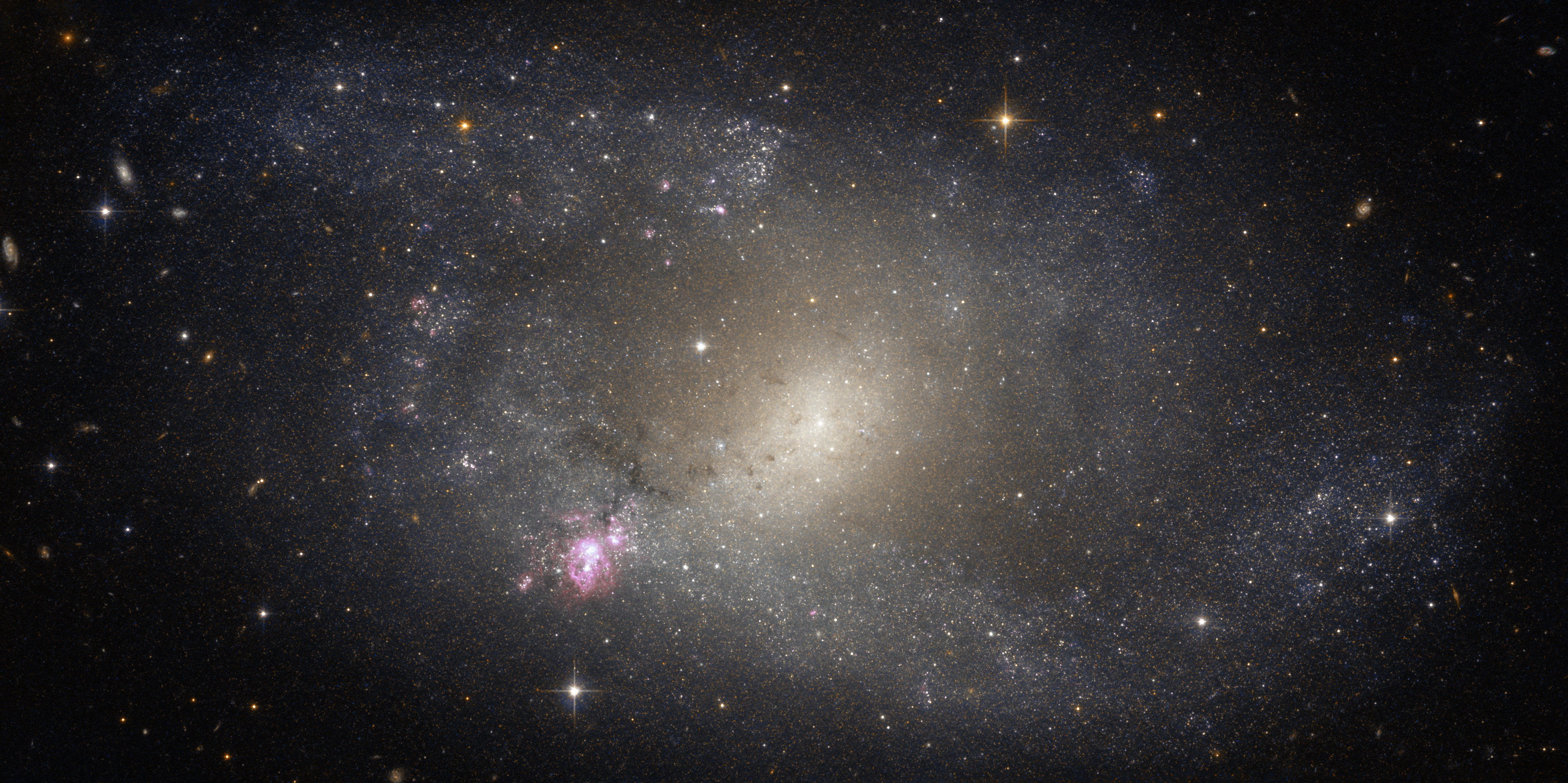
NGC 5398 par le télescope spatial Hubble.

Cette galaxie contient également un nuage d'hydrogène ionisé très étendu que l'on a nommé Tol 89. Cette région HII rougeâtre est située à l'extrémité inférieure gauche de la barre centrale (voir la photo d'Hubble). Tol 89 est remarquable en ce qu'il renferme la seule grande pouponnière de toute la galaxie qui s'étend sur environ 5 000 années-lumière. Les deux amas les plus brillants de Tol 89, que l'on a nommés simplement A et B, semblent avoir subi un sursaut de formation d'étoiles il y a respectivement trois et moins de quatre millions d'années. On pense que Tol 89-A contient un certain nombre d'étoiles massives et brillantes de type Wolf-Rayet